# Ridder Lykke
Ridder Lykke, in het Engels bekend als Knight of Fortune, is een Deense korte dramafilm uit 2022 geregisseerd Lasse Lyskjær Noer. 

## Verhaal
Het verlies van een geliefde, het verdriet, het risico op een gele huid, en een kist, dat is te veel voor Karl om onder ogen te zien.

## Release en ontvangst
De film ging in 1 september 2022 in première op het Internationaal filmfestival van Odense. In Denemarken werd de film uitgebracht op het Deense streamingdienst TV 2 Play terwijl de film in de Verenigde Staten werd uitgebracht door The New Yorker. In 2024 ontving hij een Oscarnominatie voor Beste korte film.

## Prijzen en nominaties
De belangrijkste:
| Jaar | Prijs          | Categorie        | Genomineerde(n)  | Uitslag     |
| ---- | -------------- | ---------------- | ---------------- | ----------- |
| 2024 | Academy Awards | Beste korte film | Beste korte film | Genomineerd |